# 博里馬灣

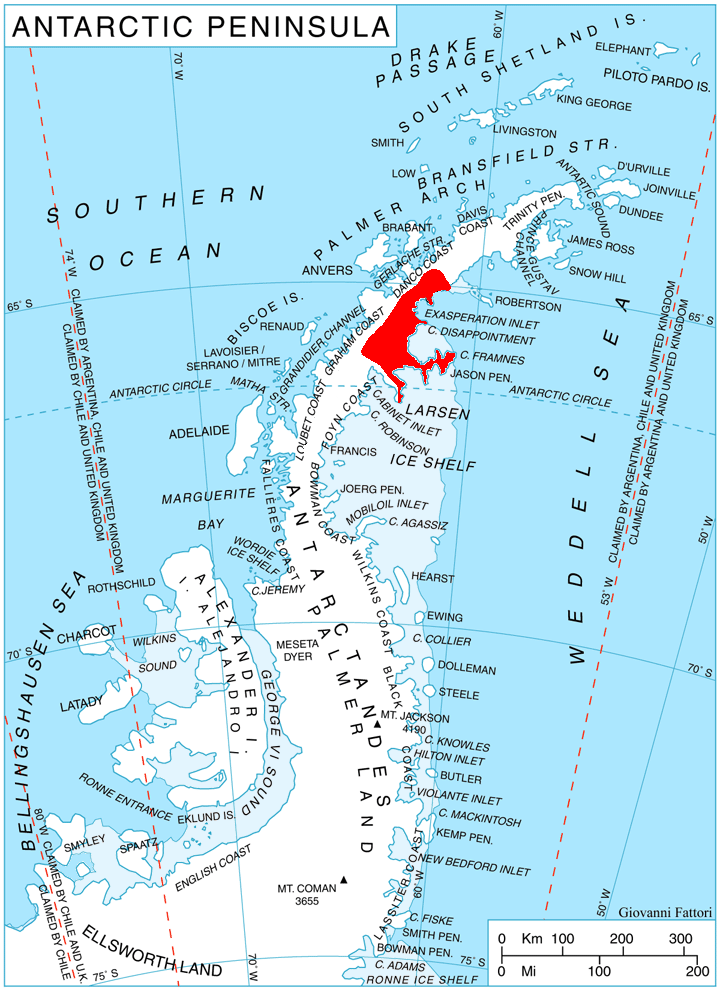

博里馬灣（英語：Borima Bay）是南極洲的海灣，位於葛拉漢地，處於科申角以北和迪拉洛角以南，寬約6.5公里，該海灣以保加利亞北部的鄉鎮命名。

## 外部連結
- Borima Bay. （页面存档备份，存于） SCAR Composite Antarctic Gazetteer.

65°12′50″S 62°06′00″W / 65.21389°S 62.10000°W